# Gekiga

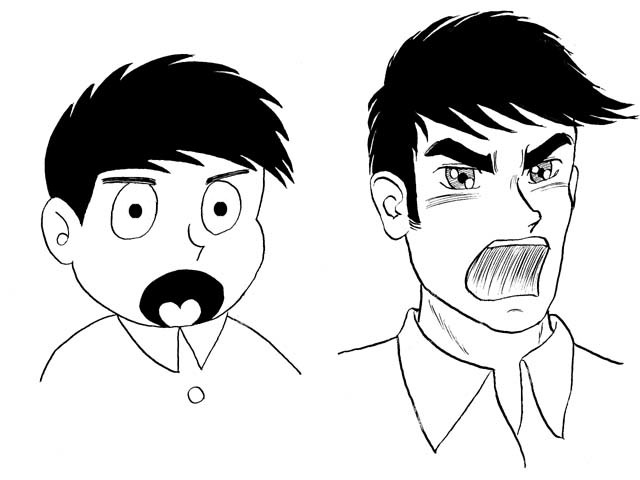
Beispiele für Karikaturen und dramatische Akzente. Links: Manga-ähnliche Zeichnung. Rechts: Gekiga-ähnliche Zeichnung.

Als Gekiga (jap. 劇画, dt. „Bilderdrama“ oder „dramatische Bilder“) wird eine Bewegung des Comics in Japan bezeichnet, die sich von dem für ernstere Geschichten als ungeeignet betrachteten Begriff Manga abheben wollte, ähnlich wie später der Begriff Graphic Novel in den USA. Gekiga hatten, im Gegensatz zu den zu der Zeit populären Kindercomics von beispielsweise Osamu Tezuka, aber auch zu den bei Erwachsenen beliebten lustigen Yonkoma-Zeitungsstrips, realistischer gezeichnet, ernsthafte Handlungen und beinhalteten Gesellschaftskritik, oft verbunden mit Gewalt und Erotik.

## Geschichte
Die jungen, bis dahin unbekannten Zeichner, die ihre Werke in den 1950er Jahren als Gekiga betitelten, waren für Verlage tätig, die speziell für Leihbüchereien (Kashihonya) veröffentlichten. Einige der Zeichner, darunter Shigeru Mizuki und Sanpei Shirato, hatten zuvor für Kamishibai, also wandernde Bildertheater, gezeichnet. Nach dem Ende des Zweiten Weltkriegs wurden Leihbüchereien zunehmend beliebter, da der Großteil der Bevölkerung sich keine Bücher kaufen konnte und die Leihbüchereien, häufig an Straßenecken und Bahnhöfen, eine billige Alternative boten. Die Anzahl der Leihbüchereien wuchs exponentiell und war Mitte der 1950er Jahre mit ca. 30.000 Standorten auf ihrem Höhepunkt. Verlage, die speziell für Leihbüchereien veröffentlichten, boten ihren Künstlern in Buch- und Magazinveröffentlichungen mehr künstlerische Freiheiten als die Kindermagazine des Mainstreams.
Die zwei erfolgreichsten Kashihonya-Comicmagazine waren Kage (影, dt. „Schatten“, 1956 in Ōsaka gegründet) und Machi (街, dt. „Stadt“, 1957 in Nagoya gegründet), die bis zu 160.000 Leser erreichten, vor allem junge Männer. Einige der Zeichner für Kage und Machi fanden andere Bezeichnungen für ihre Geschichten, um sich vom populären Begriff „Manga“ (dt. „zwanglose/ungezügelte Bilder“) und dem damit einhergehenden Bild eines lustigen Comics für Kinder abzugrenzen. Yoshihiro Tatsumis Bezeichnung „Gekiga“ setzte sich ab der Veröffentlichung seines Mangas Yūrei Takushi (dt. „Das Geistertaxi“) 1957 allmählich durch. Yoshihiro Tatsumi, Takao Saitō und andere gründeten 1959 ein Kollektiv junger Zeichner, um die Bewegung effektiver bewerben zu können und so höheres Gehalt zu bekommen, und bezeichneten sich als Gekiga Studio. Dieses war in seinem sechsmonatigen Bestand zwar nur kurzlebig, hatte aber großen Einfluss.
Der Höhepunkt der Gekiga in den Leihbüchereien war die von 1959 bis 1962 in 17 Büchern veröffentlichte Serie Ninja Bugeichō von Sanpei Shirato, in der Themen wie Revolution und Klassenkampf vor dem Szenario eines Ninja-Dramas behandelt werden.
Als die japanische Wirtschaft einen starken Aufschwung erlebte und immer mehr Leser Bücher direkt kauften, anstatt sie auszuleihen, verloren die Leihbüchereien an Bedeutung. Die Etablierung der wöchentlichen Mainstream-Magazine Shōnen Magazine und Shōnen Sunday wird als Ende der Blütezeit des Manga in Leihbüchereien gesehen; einige Verlage konnten sich jedoch noch bis Ende der 1960er Jahre halten.
Sanpei Shirato gründete 1964 gemeinsam mit Katsuichi Nagai ein Magazin für Gekiga, das Garo. In diesem wurden die Zeichner publiziert, die ihre oft düsteren Werke zuvor in den Leihbüchereien herausgebracht hatten, darunter Yoshiharu Tsuge. Garo gewann mit der Zeit an starker Bedeutung – vor allem unter Studenten wurde das Magazin populär –, sodass es auch einen Einfluss auf den Mainstream hatte. Der bis dahin vor allem auf Gekiga spezialisierte Shigeru Mizuki fand mit der Veröffentlichung von Shōnen-Manga in Magazinen großer Verlage neue Plattformen und Osamu Tezuka nahm sich die Gekiga als Vorbild für das Finden innovativerer Geschichten und eines veränderten Zeichenstils.
Auch große Verlage gründeten ab 1967 Magazine wie Big Comic und Manga Action für erwachsene Leser, „die comichafte Wirklichkeitsflucht des shônen manga mit dem erwachsenen Inhalt und den detaillierten Zeichnungen des gekiga kombinierend“. Diese sogenannten Seinen-Manga ersetzten mit der Zeit die Gekiga und führten auch dazu, dass dieser Begriff seitdem immer weniger gebräuchlich ist. Nur noch wenige Zeichner, darunter Takao Saitō (heute bekannt durch Golgo 13), bezeichnen ihre Werke als „Gekiga“.

## Stil
Die Gekiga-Zeichner der Leihbüchereien übernahmen Spannungsaufbau und Erzähltechniken aus dem Kino. Jason Thompson schreibt etwa, Gekiga „konzentrierten sich auf düstere Großstadtgeschichten, beeinflusst vom zeitgenössischen japanischen Kino und vom Film noir.“